# Ophiobyrsa acanthinobrachia
Ophiobyrsa acanthinobrachia är en ormstjärneart som beskrevs av Hubert Lyman Clark 1911. Ophiobyrsa acanthinobrachia ingår i släktet Ophiobyrsa och familjen skinnormstjärnor. Inga underarter finns listade i Catalogue of Life.